# Nicolaj Hansen
 Der er flere personer med dette navn, se Nicolaj Hansen (flertydig).
Johannes Nicolaj Hansen (født 20. februar 1855, død 25. december 1932) var en dansk musiker, komponist og violinlærer.
Nicolaj Hansen fik fra sit 15. år undervisning i violin, klaver, orgel og teori. I 1881 var han på studieophold hos Charles Dancla i Paris. I disse år spillede han ellers i forskellige københavnske orkestre, bl.a. Tivolis Koncertsals Orkester, hvor han endda var koncertmester og fungerede som stedfortrædende dirigent for Balduin Dahl og var i 9 år medlem af Neruda-kvartetten. Efter forgæves 3 gange at have konkurreret om violinplads i Det Kongelige Kapel blev Nicolaj Hansen i 1885 musikdirektør ved Folketeatret efter C.C. Møller, en plads han holdt i 18 år.
Hans egentlige betydning ligger dog på det pædagogiske område, idet han efterhånden brugte mange kræfter på instrumentering og arrangementer af andres værker og arbejdet som violinlærer. Han var violinlærer ved Blindeinstituttet fra 1894 og lærer i instrumentation ved Det Kongelige Danske Musikkonservatorium fra 1924-1930. Jævnsides hermed var han dirigent for forskellige amatørorkestre, bl.a. Handels- og Kontorforeningens Kapel og musikforeningen Euphrosynes orkester. Fra 1901 var han formand for Musikforeningen. Han udgav samtidig en overvældende mængde småstykker for violin til undervisningsbrug

## Musik
- Brødrene Ranzau (skuespil 1887)
- Den Anden April (skuespil 1887)
- Uden Midtpunkt (skuespil 1887)
- Lette Dragoner (operette 1892)
- Daphnis og Chloe (operette 1905)
- Kongens Hjerte (skuespil 1913)

- Andersens eventyr (skuespil)
- Prinsesse Lilli (operette)
- En kærlighedsdrøm (pantomime)
- Smaafolk (skuespil)
- Eventyr på fodrejsen (skuespil)
- Romantisk Suite (orkester)
- Ouverture (orkester)
- I dæmringen (orkester)
- en lang række kompositioner for violin
- 3 Strygekvartetter

- violinskole (1891)

Arrangementer
- Trioalbum (4 hæfter)
- over 70 numre for salonorkester
- 2 samlinger for 1-3 violiner (ca. 1200 numre)